# 1776 Kuiper
1776 Kuiper è un asteroide della fascia principale del diametro medio di circa 35,96 km. Scoperto nel 1960, presenta un'orbita caratterizzata da un semiasse maggiore pari a 3,1036202 UA e da un'eccentricità di 0,0136888, inclinata di 9,46799° rispetto all'eclittica.
L'asteroide è dedicato all'astronomo olandese Gerard Peter Kuiper.